# Chris Sarandon
Christopher Sarandon (Beckley, Virgínia de l'Oest, 24 de juliol de 1942), és un actor estatunidenc conegut pel seu paper com el príncep Humperdinck en la pel·lícula La princesa promesa (1987), per haver doblat la veu de Jack Skellington en Malson abans de Nadal (1993), els seus spin-offs, i per la candidatura a l'Oscar al millor actor secundari per la seva actuació en el film Tarda negra (1975).

## Biografia
Fill d'immigrants grecs propietaris d'un restaurant, Maria i Christopher Sarandon. En la seva adolescència, va tocar la bateria i va cantar com a auxiliar amb una banda local anomenada "L'adolescent". Va realitzar gires amb llegendes musicals com Bobby Darin i Gene Vincent. Va obtenir el seu mestratge en teatre de la Universitat Catòlica d'Amèrica a Washington D. de C., on va conèixer la seva primera esposa, l'actriu Susan Sarandon, de la qual es va divorciar el 1979. Durant la dècada de 1980 Sarandon es va casar, va tenir tres fills i es va divorciar de la model Lisa Ann Cooper. Actualment està casat amb l'actriu i cantant Joanna Gleason.
Després de graduar-se a la universitat, va realitzar gires amb nombroses empreses teatrals i es va involucrar en el teatre regional; va fer el seu debut professional en Rose Tatoo el 1965. El 1968 es va traslladar a Nova York, on va realitzar el seu primer paper de televisió com el Dr. Tom Halverson en la sèrie The Guiding Light (1969-1973). També va actuar en The Satan Murders (1974) i El joc del dijous abans d'aconseguir el paper de l'esposa transsexual d'Al Pacino en Tarda negra (1975), una actuació que li va suposar una candidatura al premi Premi Globus d'Or a la millor nova estrella masculina, i l'Oscar al millor actor secundari.
Malgrat el seu èxit en el cinema i la televisió, Sarandon va decidir centrar-se en el teatre per a la majoria dels seus treballs de la següent dècada, apareixent en The Rothschilds i Els dos gentilhomes de Verona a Broadway, a més de fer aparicions regulars en nombrosos festivals de Shakespeare i George Bernard Shaw als Estats Units i el Canadà. També va tenir papers en sèries com Història de dues ciutats el 1980, reflectint la seva afinitat pels clàssics.
Va participar en pel·lícules de terror al costat de Margaux Hemingway en el thriller El pintallavis (1976), i com un dimoni en la impactant The Sentinel (1977). Per evitar ser encasellat en papers com un tipus rar, va actuar en diversos papers en els anys següents, i en destaca The Day Christ Died (1980). Va rebre elogis per una versió feta per a la televisió de la novel·la Historia de dues ciutats (1980), i per la seva actuació al costat de Dennis Hopper en The Osterman Weekend (1983), basada en la novel·la de Robert Ludlum del mateix nom, i per la seva participació al costat de Goldie Hawn en Protocol (1984). Li van seguir altres èxits com Fright Night (1985).
Es va donar a conèixer en el cinema pel seu paper com a príncep Humperdinck en la pel·lícula La princesa promesa (1987), de Rob Reiner, encara que també ha tingut altres èxits en pel·lícules com l'original Child's Play (1988). També va posar la veu de Jack Skellington, el personatge principal de Tim Burton en el film d'animació Malson abans de Nadal (1993). Des de llavors, ha representat el paper derivat en moltes altres produccions, incloent-hi els videojocs Kingdom Hearts i Kingdom Hearts II de Squaresoft/Disney i la seqüela de la pel·lícula original Oogie's Revenge, de Capcom. També va representar el paper de Jack Skellington en Haunted Mansion Holiday, durant tres mesos, a la mansió embruixada de Disneylandia, en què Jack i els seus amics ocupen la mansió en un intent de passar el Nadal, igual que va fer el seu personatge en la pel·lícula.
Va tornar de nou a la televisió amb un paper recurrent com el Dr. Burke a la NBC, i la sèrie mèdica "ER".
El 1991, va actuar a Broadway en el musical Nick and Nora (basat en la pel·lícula El sopar dels acusats), amb Joanna Gleason, la filla de Monty Hall, amb qui es va casar el 1994. Han aparegut junts en una sèrie de pel·lícules, com American Perfekt (1997), Edie & Pen (1996) i Let the devil wear black (1999).
El 2000, va fer algunes aparicions en televisió com a convidat en diverses sèries, en particular, com el jutge Barry Krumble enamorat de la jutge Amy Gray en sis episodis del popular programa televisiu La jutge Amy.
Va tornar a Broadway el 2006, fent el paper de signor Naccarelli en el musical sis vegades guanyador del Premi Tony, The Light in the Piazza en el Lincoln Center.
Després, va aparèixer en una versió per a la televisió de l'obra Cyrano de Bergerac com a Antoine de Guiche, al costat de Kevin Kline, Jennifer Garner i Daniel Sunjata.
És membre de la junta assessora per al Teatre Valle Greenbrier a Lewisburg, Virgínia occidental.

## Filmografia
Filmografia:

### Cinema
| Any  | Tìtol                                    | Paper                             | Notes                                                                                        |
| ---- | ---------------------------------------- | --------------------------------- | -------------------------------------------------------------------------------------------- |
| 1975 | Tarda negra (Dog Day Afternoon)          | Leon Shermer                      | Nominació − Oscar al millor actor secundari Nominació − Globus d'Or al millor actor debutant |
| 1976 | El pintallavis (Lipstick)                | Gordon Stuart                     |                                                                                              |
| 1977 | The Sentinel                             | Michael Lerman                    |                                                                                              |
| 1979 | You Can't Go Home Again                  | George Webber                     |                                                                                              |
| 1979 | Cuba (1979)                              | Juan Pulido                       |                                                                                              |
| 1980 | The Day Christ Died                      | Jesus Christ                      |                                                                                              |
| 1981 | Broken Promise                           | Bud Griggs                        |                                                                                              |
| 1983 | Clau omega (The Osterman Weekend)        | Joseph Cardone                    |                                                                                              |
| 1984 | Protocol                                 | Michael Ransome                   |                                                                                              |
| 1985 | This Child Is Mine                       | Craig Wilkerson                   |                                                                                              |
| 1985 | Nit de por (Fright Night)                | Jerry Dandridge                   | Nominació − Premi Saturn al millor actor                                                     |
| 1986 | Liberty                                  | Jaques Merchant                   |                                                                                              |
| 1987 | La princesa promesa (The Princess Bride) | Príncep Humperdinck               |                                                                                              |
| 1987 | Mayflower Madam                          | Matt Whittington                  |                                                                                              |
| 1988 | El ninot diabòlic (Child's Play)         | Detectiu Mike Norris              |                                                                                              |
| 1988 | Goodbye, Miss Fourth Of July             | George Janus                      |                                                                                              |
| 1989 | Collision Course                         | Philip Mandras                    |                                                                                              |
| 1989 | Esclaus a Nova York (Slaves of New York) | Victor Okrent                     |                                                                                              |
| 1990 | The Stranger Within                      | Dan                               |                                                                                              |
| 1990 | Whispers                                 | Tony                              |                                                                                              |
| 1991 | The Resurrected                          | Joseph Curwen Charles Dexter Ward |                                                                                              |
| 1993 | Dark Tide                                | Tim                               |                                                                                              |
| 1993 | The Nightmare Before Christmas           | Jack Skellington                  |                                                                                              |
| 1994 | David's Mother                           | Philip                            |                                                                                              |
| 1995 | Terminal Justice                         | Reginald Matthews                 |                                                                                              |
| 1995 | Just Cause                               | Lyle Morgan                       |                                                                                              |
| 1996 | No Greater Love                          | Sam Horowitz                      |                                                                                              |
| 1996 | Edie & Pen                               | Max                               |                                                                                              |
| 1996 | Bordello of Blood                        | Rev. J. C. Current                |                                                                                              |
| 1997 | American Perfekt                         | Diputat Sammy                     |                                                                                              |
| 1997 | Little Men                               | Fritz Bhaer                       |                                                                                              |
| 1997 | Road Ends                                | Esteban Maceda                    |                                                                                              |
| 1998 | Reaper                                   | Luke Sinclair                     |                                                                                              |
| 2000 | Race Against Time                        | Dr. Anton Stofeles                |                                                                                              |
| 2001 | Perfume                                  | Gary Packer                       |                                                                                              |
| 2005 | Nausicaä of the Valley of the Wind       | Kurotowa (veu)                    |                                                                                              |
| 2005 | Loggerheads                              | Rev. Robert Austin                |                                                                                              |
| 2007 | The Chosen One                           | Zebulon 'Zeb' Kirk                |                                                                                              |
| 2008 | My Sassy Girl                            | Dr. Roark                         |                                                                                              |
| 2009 | Multiple Sarcasms                        | Larry                             |                                                                                              |
| 2009 | My Life in the Single Seat: A Documental | Himself                           |                                                                                              |
| 2011 | Fright Night                             | "Jay Dee"                         | (cameo)                                                                                      |
| 2012 | Safe                                     | Mayor Danny Tremello              |                                                                                              |
| 2014 | Big Stone Gap                            | Mario Barbari                     |                                                                                              |

### Televisió
| Any       | Tìtol                             | Paper                        | Notes |
| --------- | --------------------------------- | ---------------------------- | --- |
| 1969–1973 | Guiding Light                     | Dr. Tom Halverson            | |
| 1980      | A Tale of Two Cities              | Sydney Carton Charles Darnay | (Telefilm) |
| 1994      | Star Trek: Deep Space Nine        | Martus Mazur                 | Episodi: "Rivals"                                                                                                   |
| 1995      | The Outer Limits                  | Dr. Pallas                   | Episodi: "Corner of the Eye"                                                                                        |
| 1998      | The Practice                      | Dr. Jeffrey Winslow          | Episodis: "The Trial" "Cloudy with a Chance of Membranes"                                                           |
| 1998      | Chicago Hope                      | Dr. Gordon Mays              | Episodis: "Austin, We Have a Problem" "Wag the Doc" "Austin Space"                                                  |
| 1999      | Felicity                          | Dr. Peter McGrath            | Episodis: "Todd Mulcahy: part 1" "Todd Mulcahy: part 2" "Docuventary" "Connections" "The Force" "Felicity Was Here" |
| 2000–2002 | ER                                | Dr. Burke                    | Episodis: "The Greatest of Gifts" "Piece of Mind" "It's All in Your Head"                                           |
| 2002–2004 | Law & Order                       | Howard Pincham               | Episodi: "Gov Love" "The Wheel"                                                                                     |
| 2002      | The Court                         | Justice Vorhees              | 3 episodis |
| 2003      | The Wild Thornberrys              | Myka                         | Episodi: "Look Who's Squawking"                                                                                     |
| 2003      | Charmed                           | Necromancer Armand           | Episodi: "Necromancing the Stone"                                                                                   |
| 2004      | Cold Case                         | Adam Clarke                  | Episodi: "Volunteers"                                                                                               |
| 2006      | Law & Order: Special Victims Unit | Weasly Masoner               | Episodi: "Choreographed"                                                                                            |
| 2010      | Psych                             | Ashton Bonaventure           | Episodi: "Think Tank"                                                                                               |
| 2010      | The Good Wife                     | JutgeHoward Matchick         | Episodi: "Taking Control"                                                                                           |

### Videojocs
| Any  | Tìtol                                           | Paper                  |
| ---- | ----------------------------------------------- | ---------------------- |
| 2002 | Kingdom Hearts                                  | Jack Skellington (veu) |
| 2005 | The Nightmare Before Christmas: Oogie's Revenge | Jack Skellington (veu) |
| 2006 | Kingdom Hearts II                               | Jack Skellington (veu) |
| 2013 | Disney Infinity                                 | Jack Skellington (veu) |
| 2013 | Kingdom Hearts HD 1.5 Remix                     | Jack Skellington (veu) |
| 2014 | Kingdom Hearts HD 2.5 Remix                     | Jack Skellington (veu) |